# 膽小勿視
膽小勿視(或譯暗夜故事集英語Are You Afraid of the Dark?)是由YTV製作並由尼克儿童频道發行。最初的系列於1990年至1996年播出。它有兩個重拍系列，第一個於1999年至2000年播出，第二個於2019年首次亮相。

## 外部連結
- 官方网站
- 互联网电影数据库（IMDb）上《Are You Afraid of the Dark?》的资料（英文） (original series)
- 互联网电影数据库（IMDb）上《Are You Afraid of the Dark?》的资料（英文） (first revival series)
- 互联网电影数据库（IMDb）上《Are You Afraid of the Dark?》的资料（英文） (second revival series)